# Núcleos polares
Los núcleos polares son unas células situadas dentro del ovario, saco embrionario o gametófito femenino, que intervienen en el proceso de fertilización de las plantas.
Cada saco embrionario dispone de diferentes tipos de células: las fértiles son el óvulo y, las infértiles, los núcleos polares. También colaboran en el proceso las llamadas sinérgidas y antipodales.[cita requerida]

## La fertilización doble de las angiospermas
En las gimnospermas no hay esta fertilización doble, ya que solamente uno de los gametos masculinos es funcional y el otro degenera.
El polen está formado por 3 células haploides. Cuando el grano de polen germina una de estas células forma el tubo polínico que atraviesa el estilo y por este tubo llegan las otras dos células hasta el saco embrionario. En él, una de estas células fecunda a la ovocélula y forma un cigoto diploide que por mitosis dará lugar al embrión.
El otro núcleo espermático se fusiona con los dos núcleos polares, cada uno de ellos es haploide y forma el endospermo que es un tejido nutritivo a partir del cual se formará el embrión en sus primeras etapas de desarrollo.

## Disposición y número de núcleos polares
Los núcleos polares normalmente están ubicados en el centro del gametófito femenino, su número es variable según las especies. Muchas angiospermas tienen un saco embrionario del tipo del que tiene el género Polygonum con dos núcleos polares y que por tanto producen un endospermo triploide. En pocas especies hay más de dos núcleos polares y en estos casos la haploidía resultará todavía mayor. Por otra parte, existen familias botánicas con un único núcleo polar y originan por tanto un endospermo diploide.
- Datos: Q2892052